# Персі Рохас
Персі Рохас (ісп. Percy Rojas, нар. 16 вересня 1949, Ліма) — перуанський футболіст, що грав на позиції нападника.
Виступав, зокрема, за клуб «Індепендьєнте» (Авельянеда), у складі якого ставав володарем Кубка Лібертадорес
Грав за національну збірну Перу, у складі якої був чемпіоном Південної Америки 1975 року та учасником двох чемпіонатів світу — 1978 та 1982 років.

## Клубна кар'єра
Народився 16 вересня 1949 року в місті Ліма. Вихованець футбольної школи клубу «Універсітаріо де Депортес». Дорослу футбольну кар'єру розпочав 1968 року в основній команді того ж клубу, в якій провів шість сезонів. 
Згодом з 1975 по 1982 рік грав у складі аргентинського «Індепендьєнте» (Авельянеда), на батьківщині за «Спортінг Крістал» та в Бельгії за друголіговий «Серезьєн».
Завершив професійну ігрову кар'єру у рідному «Універсітаріо де Депортес», до складу якого повернувся 1982 року. Захищав його кольори до припинення виступів на професійному рівні у 1984 році.

## Виступи за збірну
1969 року дебютував в офіційних матчах у складі національної збірної Перу.
У складі збірної був учасником розіграшу Кубка Америки 1975 року, зокрема виходив на поле у всіх трьох матчах, що складали фінал змагання, в яких перуанці здолали збірну Колумбії, здобувши таким чином другий у своїй історії титул континентального чемпіона.
Був учасником чемпіонату світу 1978 року в Аргентині, де взяв участь у трьох іграх — першій грі першого групового етапу, в якій південноамериканці здолали 3:1 збірну Шотландії, а також у двох програних іграх другого групового етапу проти збірних Бразилії і Польщі. На тому мундіалі перуанці завершили боротьбу саме на другому груповому етапі, програвши на ньому всі свої ігри. 
1982 року Рохаса, який на той час вже декілька років не брав участі в офіційних іграх своєї збірної, було включено до її заявки для участі у тогорічному чемпіонату світу, що проходив в Іспанії. На цьому другому для себе мундіалі гравець на полі вже не з'являвся.
Загалом протягом кар'єри у національній команді, яка тривала 11 років, провів у формі головної команди країни 49 матчів, забивши 7 голів.

## Титули і досягнення
- Володар Кубка Америки (1):

Перу: 1975
- Володар Кубка Лібертадорес (1):

«Індепендьєнте» (Авельянеда):   1975